# Som Phu
Som Phu ou Sompou est un roi du Lan Xang dans l'actuel Laos de 1496 à 1501

## Contexte
Thao Som Phou accède au trône à l'âge de 13 ans après la mort de son père La Nam Sen Thai en 1496. Du fait de son jeune âge la régence est confiée à son oncle le prince Laksana Vijaya Kumara  (1496-1497), il décède quatre années plus tard en 1501 et ce dernier est couronné roi un jour d'orage sous le nom de  Vixum (l'éclair)